# Jean Malouel
Jean Malouel, també anomenat Jan Maelwael (Nimega, cap a 1370 - Dijon, 1414-1415) fou un pintor franc-flamenc. Pertany a l'estil internacional dins del gòtic.
La seva activitat està documentada a París a partir de 1397, treballant per a la reina de França, i posteriorment va treballar pel Ducat de Borgonya des de l'11 de desembre de 1397, succeint a Jean de Beaumetz. Com a pintor cortesà, entre les seves obligacions estava la realització de decoracions per a les festes.
També va dirigir la decoració pictòrica de la Cartoixa de Champmol, on, entre d'altres, va fer la policromia de les escultures del Pou de Moisès.
Entre les seves obres es conserven: 
- Pietat (La grande Pietà ronde), h. 1400, Museu del Louvre de París
- Madonna envoltada d'àngels i papallones, c. 1410, Gemäldegalerie de Berlín